# Großer Preis von Brasilien 1999
Der Große Preis von Brasilien 1999 (offiziell XXVIII Grande Prêmio Marlboro do Brasil) fand am 11. April auf dem Autódromo José Carlos Pace in São Paulo statt und war das zweite Rennen der Formel-1-Weltmeisterschaft 1999.

## Bericht

### Hintergrund
Nach dem Großen Preis von Australien führte Eddie Irvine in der Fahrerwertung mit vier Punkten vor Heinz-Harald Frentzen und mit sechs Punkten vor Ralf Schumacher. In der Konstrukteurswertung führte Ferrari mit vier Punkten vor Jordan-Mugen-Honda und mit sechs Punkten vor Williams-Supertec.
Vor dem Rennwochenende gab es einen Fahrerwechsel: Luca Badoer verletzte sich bei einem Trainingsunfall an der Hand und konnte nicht teilnehmen. Als Ersatz wurde der französische Testfahrer von Prost, Stéphane Sarrazin für ein Rennen geliehen. Es war Sarrazins erster und einziger Einsatz bei einem Rennwochenende in der Formel 1.
Mit Michael Schumacher (zweimal), Mika Häkkinen, Jacques Villeneuve und Damon Hill (jeweils einmal) traten vier ehemalige Sieger zu diesem Grand Prix an.

### Training

#### Freitagstraining
Ähnlich wie beim Rennwochenende davor dominierten die McLaren das Training, Häkkinen holte sich mit 1:18,881 Minuten die Bestzeit vor seinem Teamkollegen David Coulthard, Michael Schumacher und Irvine. Bis auf Hill und Villeneuve, welche beide Probleme mit ihren Wagen hatten, lagen alle Fahrer innerhalb von dreieinhalb Sekunden.

#### Samstagstraining
Ricardo Zonta verursachte durch seinen schweren Unfall eine Unterbrechung der Trainingssitzung. Zonta flog in Kurve sechs von der Strecke und schlug seitlich in die Leitplanken, er verletzte sich am linken Fuß schwer und konnte am Qualifying nicht teilnehmen. Coulthard konnte sich mit 1:17,035 Minuten die Bestzeit vor Häkkinen und Frentzen sichern. Mit rund einer Sekunde Rückstand erreichte Michael Schumacher den fünften Platz. Alle Fahrer waren innerhalb von vier Sekunden platziert.

### Qualifying
Wie in Australien ging die erste Startreihe an McLaren mit Häkkinen vor Coulthard. Dahinter folgten Rubens Barrichello, Michael Schumacher, Giancarlo Fisichella und Irvine. Villeneuve, welcher sich für den 16. Platz qualifiziert hatte, musste vom Ende des Feldes starten, da er einen illegalen Treibstoff verwendete und so seine Zeit gestrichen wurde. Alle Fahrer waren innerhalb von vier Sekunden platziert.

### Warm-Up
Das dritte Mal in Folge dominierte McLaren eine offizielle Sitzung mit Häkkinen um vier Hundertstel vor Coulthard mit einer Zeit von 1:17,709 Minuten, Michael Schumacher lag mit einer halben Sekunde auf dem dritten Platz. Alle Fahrer waren innerhalb von dreieinhalb Sekunden platziert.

### Rennen
Coulthard blieb beim Start stehen, doch das Rennen wurde fortgesetzt. Durch frühe Handzeichen konnte jeder dahinter liegende Fahrer rechtzeitig ausweichen. Der Wagen wurde dann in die Box geschoben, wo der Motor vier Runden nach Rennfreigabe erfolgreich gestartet werden konnte.
Ebenfalls in Runde vier übernahm der Lokalmatador Barrichello die Führung, da Häkkinen temporär keine Gänge mehr auswählen konnte. Nachdem Michael Schumacher ebenfalls am Finnen vorbei gegangen war, konnte Häkkinen wieder normal die Gänge wechseln. Barrichello konnte die Führung bis Runde 27, als der Brasilianer an die Box zu seinem ersten von zwei geplanten Stopps ging, behalten. In Runde zehn gab es einen Unfall zwischen Alexander Wurz und Hill, woraufhin letzterer aufgeben musste. In Runde 31 flog Sarrazin nach Kurve 14 aufgrund eines Flügelschadens heftig ab, schlug in die Begrenzungsmauer ein und drehte sich mehrere Male und rollte schlussendlich zum gegenüberliegenden Streckenrand.
Michael Schumacher, in Führung liegend, ging mit Runde 38 an die Boxengasse für seinen einzigen Stopp. Häkkinen übernahm so die Führung und fuhr nun wesentlich schneller als hinter dem Ferrari-Piloten. Gemeinsam mit den schnellen Runden und einer makellosen Arbeit der McLaren-Boxenmannschaft konnte Häkkinen nach seinem Stopp in Runde 42 die Führung vor Michael Schumacher und Frentzen behalten, so beendete auch das Führungstrio das Rennen. Erwähnenswert ist, dass Frentzen der Treibstoff in der letzten Runde ausging, er jedoch trotzdem den dritten Platz behalten konnte, da der Viertplatzierte Ralf Schumacher bereits überrundet wurde.
Die Siegertrophäe wurde von Viviane Senna da Silva Lalli, der ältesten Schwester Ayrton Sennas und Vorstandsmitglied des Instituto Ayrton Senna, überreicht. Der Pokal für den erfolgreichen Konstrukteur McLaren wurde von Marc de Petter als offizieller Vertreter des Hauptsponsors Philip Morris überreicht.
Häkkinen sicherte sich mit 1:18,448 Minuten die schnellste Runde.
In der Fahrerwertung blieb Irvine vorne, Zweiter war nun Häkkinen vor dem punktgleichen Frentzen. In der Konstrukteurswertung blieb Ferrari vor Jordan-Mugen-Honda Erster. McLaren-Mercedes war neuer Dritter.

## Meldeliste
| Team                         | Nr. | Fahrer                | Chassis        | Motor                 | Reifen |
| ---------------------------- | --- | --------------------- | -------------- | --------------------- | ------ |
| West McLaren Mercedes        | 01  | Mika Häkkinen         | McLaren MP4/14 | Mercedes-Benz 3.0 V10 | B      |
| West McLaren Mercedes        | 02  | David Coulthard       | McLaren MP4/14 | Mercedes-Benz 3.0 V10 | B      |
| Scuderia Ferrari Marlboro    | 03  | Michael Schumacher    | Ferrari F399   | Ferrari 3.0 V10       | B      |
| Scuderia Ferrari Marlboro    | 04  | Eddie Irvine          | Ferrari F399   | Ferrari 3.0 V10       | B      |
| Winfield Williams            | 05  | Alessandro Zanardi    | Williams FW21  | Supertec 3.0 V10      | B      |
| Winfield Williams            | 06  | Ralf Schumacher       | Williams FW21  | Supertec 3.0 V10      | B      |
| Benson & Hedges Jordan       | 07  | Damon Hill            | Jordan 199     | Mugen-Honda 3.0 V10   | B      |
| Benson & Hedges Jordan       | 08  | Heinz-Harald Frentzen | Jordan 199     | Mugen-Honda 3.0 V10   | B      |
| Mild Seven Benetton Playlife | 09  | Giancarlo Fisichella  | Benetton B199  | Playlife 3.0 V10      | B      |
| Mild Seven Benetton Playlife | 10  | Alexander Wurz        | Benetton B199  | Playlife 3.0 V10      | B      |
| Red Bull Sauber Petronas     | 11  | Jean Alesi            | Sauber C18     | Petronas 3.0 V10      | B      |
| Red Bull Sauber Petronas     | 12  | Pedro Diniz           | Sauber C18     | Petronas 3.0 V10      | B      |
| Arrows                       | 14  | Pedro de la Rosa      | Arrows A20     | Arrows 3.0 V10        | B      |
| Arrows                       | 15  | Toranosuke Takagi     | Arrows A20     | Arrows 3.0 V10        | B      |
| Stewart Ford                 | 16  | Rubens Barrichello    | Stewart SF3    | Ford Cosworth 3.0 V10 | B      |
| Stewart Ford                 | 17  | Johnny Herbert        | Stewart SF3    | Ford Cosworth 3.0 V10 | B      |
| Gauloises Prost Peugeot      | 18  | Olivier Panis         | Prost AP02     | Peugeot 3.0 V10       | B      |
| Gauloises Prost Peugeot      | 19  | Jarno Trulli          | Prost AP02     | Peugeot 3.0 V10       | B      |
| Fondmetal Minardi Ford       | 20  | Stéphane Sarrazin     | Minardi M01    | Ford 3.0 V10          | B      |
| Fondmetal Minardi Ford       | 21  | Marc Gené             | Minardi M01    | Ford 3.0 V10          | B      |
| British American Racing      | 22  | Jacques Villeneuve    | BAR 01         | Supertec 3.0 V10      | B      |
| British American Racing      | 23  | Ricardo Zonta         | BAR 01         | Supertec 3.0 V10      | B      |

## Klassifikation

### Qualifying
| Pos.                                                                       | Fahrer                | Konstrukteur       | Zeit     | Start |
| -------------------------------------------------------------------------- | --------------------- | ------------------ | -------- | ----- |
| 01                                                                         | Mika Häkkinen         | McLaren-Mercedes   | 1:16,568 | 01    |
| 02                                                                         | David Coulthard       | McLaren-Mercedes   | 1:16,715 | 02    |
| 03                                                                         | Rubens Barrichello    | Stewart-Ford       | 1:17,305 | 03    |
| 04                                                                         | Michael Schumacher    | Ferrari            | 1:17,578 | 04    |
| 05                                                                         | Giancarlo Fisichella  | Benetton-Playlife  | 1:17,810 | 05    |
| 06                                                                         | Eddie Irvine          | Ferrari            | 1:17,843 | 06    |
| 07                                                                         | Damon Hill            | Jordan-Mugen-Honda | 1:17,884 | 07    |
| 08                                                                         | Heinz-Harald Frentzen | Jordan-Mugen-Honda | 1:17,902 | 08    |
| 09                                                                         | Alexander Wurz        | Benetton-Playlife  | 1:18,334 | 09    |
| 10                                                                         | Johnny Herbert        | Stewart-Ford       | 1:18,374 | 10    |
| 11                                                                         | Ralf Schumacher       | Williams-Supertec  | 1:18,506 | 11    |
| 12                                                                         | Olivier Panis         | Prost-Peugeot      | 1:18,636 | 12    |
| 13                                                                         | Jarno Trulli          | Prost-Peugeot      | 1:18,684 | 13    |
| 14                                                                         | Jean Alesi            | Sauber-Petronas    | 1:18,716 | 14    |
| 15                                                                         | Pedro Diniz           | Sauber-Petronas    | 1:19,194 | 15    |
| 17                                                                         | Alessandro Zanardi    | Williams-Supertec  | 1:19,452 | 16    |
| 18                                                                         | Stéphane Sarrazin     | Minardi-Ford       | 1:20,016 | 17    |
| 19                                                                         | Pedro de la Rosa      | Arrows             | 1:20,016 | 18    |
| 20                                                                         | Toranosuke Takagi     | Arrows             | 1:20,075 | 19    |
| 21                                                                         | Marc Gené             | Minardi-Ford       | 1:20,096 | 20    |
| 107-Prozent-Zeit: 1:21,928 min (bezogen auf die Bestzeit von 1:16,568 min) |                       |                    |          |       |
| DSQ                                                                        | Jacques Villeneuve    | BAR-Supertec       | 1:19,377 | 21    |
| DSQ                                                                        | Ricardo Zonta         | BAR-Supertec       | –        | –     |

Anmerkungen
1. ↑  Villeneuves Zeit wurde gestrichen und musste vom letzten Platz starten, da er einen illegalen Treibstoff verwendete.
2. ↑  Zonta verletzte sich während des Samstagstrainings schwer und konnte am restlichen Wochenende nicht teilnehmen.

### Rennen
| Pos. | Fahrer                | Konstrukteur       | Runden | Stopps | Zeit        | Start | Schnellste Runde |
| ---- | --------------------- | ------------------ | ------ | ------ | ----------- | ----- | ---------------- |
| 01   | Mika Häkkinen         | McLaren-Mercedes   | 72     | 1      | 1:36:03,785 | 01    | 1:18,448 (70.)   |
| 02   | Michael Schumacher    | Ferrari            | 72     | 1      | + 4,925     | 04    | 1:18,616 (65.)   |
| 03   | Heinz-Harald Frentzen | Jordan-Mugen-Honda | 71     | 1      | + 1 Runde   | 08    | 1:19,009 (61.)   |
| 04   | Ralf Schumacher       | Williams-Supertec  | 71     | 1      | + 1 Runde   | 11    | 1:19,395 (67.)   |
| 05   | Eddie Irvine          | Ferrari            | 71     | 2      | + 1 Runde   | 06    | 1:18,816 (63.)   |
| 06   | Olivier Panis         | Prost-Peugeot      | 71     | 3      | + 1 Runde   | 12    | 1:19,386 (29.)   |
| 07   | Alexander Wurz        | Benetton-Playlife  | 70     | 1      | + 2 Runden  | 09    | 1:20,145 (65.)   |
| 08   | Toranosuke Takagi     | Arrows             | 69     | 1      | + 3 Runden  | 19    | 1:21,598 (37.)   |
| 09   | Marc Gené             | Minardi-Ford       | 69     | 2      | + 3 Runden  | 20    | 1:21,731 (60.)   |
| –    | Pedro de la Rosa      | Arrows             | 52     | 1      | DNF         | 18    | 1:21,698 (36.)   |
| –    | Jacques Villeneuve    | BAR-Supertec       | 49     | 1      | DNF         | 21    | 1:20,727 (39.)   |
| –    | Alessandro Zanardi    | Williams-Supertec  | 43     | 2      | DNF         | 16    | 1:21,473 (08.)   |
| –    | Rubens Barrichello    | Stewart-Ford       | 42     | 1      | DNF         | 03    | 1:19,477 (25.)   |
| –    | Pedro Diniz           | Sauber-Petronas    | 42     | 0      | DNF         | 15    | 1:20,833 (30.)   |
| –    | Giancarlo Fisichella  | Benetton-Playlife  | 38     | 0      | DNF         | 05    | 1:20,484 (35.)   |
| –    | Stéphane Sarrazin     | Minardi-Ford       | 31     | 0      | DNF         | 17    | 1:21,225 (20.)   |
| –    | Jean Alesi            | Sauber-Petronas    | 27     | 1      | DNF         | 14    | 1:18,897 (25.)   |
| –    | David Coulthard       | McLaren-Mercedes   | 22     | 1      | DNF         | 02    | 1:19,310 (03.)   |
| –    | Jarno Trulli          | Prost-Peugeot      | 21     | 1      | DNF         | 13    | 1:20,969 (15.)   |
| –    | Johnny Herbert        | Stewart-Ford       | 15     | 0      | DNF         | 10    | 1:20,324 (14.)   |
| –    | Damon Hill            | Jordan-Mugen-Honda | 10     | 0      | DNF         | 07    | 1:21,140 (09.)   |
| DNS  | Ricardo Zonta         | BAR-Supertec       | –      | –      | –           | –     | –                |

Anmerkungen
1. ↑  Zonta verletzte sich während des Samstagstrainings schwer und konnte am restlichen Wochenende nicht teilnehmen.

## WM-Stände nach dem Rennen
Die ersten sechs des Rennens bekamen 10, 6, 4, 3, 2 bzw. 1 Punkt(e).

### Fahrerwertung
| Pos. | Fahrer                | Konstrukteur       | Punkte |
| ---- | --------------------- | ------------------ | ------ |
| 01   | Eddie Irvine          | Ferrari            | 12     |
| 02   | Mika Häkkinen         | McLaren-Mercedes   | 10     |
| 03   | Heinz-Harald Frentzen | Jordan-Mugen-Honda | 10     |
| 04   | Ralf Schumacher       | Williams-Supertec  | 7      |
| 05   | Michael Schumacher    | Ferrari            | 6      |
| 06   | Giancarlo Fisichella  | Benetton-Playlife  | 3      |
| 07   | Rubens Barrichello    | Stewart-Ford       | 2      |
| 08   | Pedro de la Rosa      | Arrows             | 1      |
| 09   | Olivier Panis         | Prost-Peugeot      | 1      |
| 10   | Toranosuke Takagi     | Arrows             | 0      |
| 11   | Alexander Wurz        | Benetton-Playlife  | 0      |
| 12   | Marc Gené             | Minardi-Ford       | 0      |

| Pos. | Fahrer             | Konstrukteur       | Punkte |
| ---- | ------------------ | ------------------ | ------ |
| –    | Pedro Diniz        | Sauber-Petronas    | 0      |
| –    | Jarno Trulli       | Prost-Peugeot      | 0      |
| –    | Alessandro Zanardi | Williams-Supertec  | 0      |
| –    | David Coulthard    | McLaren-Mercedes   | 0      |
| –    | Jacques Villeneuve | BAR-Supertec       | 0      |
| –    | Damon Hill         | Jordan-Mugen-Honda | 0      |
| –    | Jean Alesi         | Sauber-Petronas    | 0      |
| –    | Ricardo Zonta      | BAR-Supertec       | 0      |
| –    | Luca Badoer        | Minardi-Ford       | 0      |
| –    | Johnny Herbert     | Stewart-Ford       | 0      |
| –    | Stéphane Sarrazin  | Minardi-Ford       | 0      |

### Konstrukteurswertung
| Pos. | Konstrukteur       | Punkte |
| ---- | ------------------ | ------ |
| 01   | Ferrari            | 18     |
| 02   | McLaren-Mercedes   | 10     |
| 03   | Jordan-Mugen-Honda | 10     |
| 04   | Williams-Supertec  | 7      |
| 05   | Benetton-Playlife  | 3      |
| 06   | Stewart-Ford       | 2      |

| Pos. | Konstrukteur    | Punkte |
| ---- | --------------- | ------ |
| 07   | Arrows          | 1      |
| 08   | Prost-Peugeot   | 1      |
| 09   | Minardi-Ford    | 0      |
| –    | Sauber-Petronas | 0      |
| –    | BAR-Supertec    | 0      |